# 金勇善
金 勇善（キム・ヨンソン、朝鮮語: 김용선）は、朝鮮民主主義人民共和国の政治家。朝鮮労働党中央委員会検閲委員会委員、教育図書印刷工場支配人。

## 経歴
出生地や生年月日は不明。時期は不明であるが教育図書印刷工場支配人に就任し、2010年9月28日に開催された朝鮮労働党第3回党代表者会で朝鮮労働党中央委員会検閲委員会委員に選出された。2016年5月9日に開催された朝鮮労働党第7次大会で朝鮮労働党中央委員会検閲委員会委員に再選された。
2021年1月5日から開催された朝鮮労働党第8次大会で党中央委員会検閲委員会が廃止されたため、同委員会委員から退任した。

## 参考サイト
- 북한정보포털